# Vigo
Vigo este cel mai mare oraș al regiunii Galicia și provinciei Pontevedra din nord-vestul Spaniei. Populația orașului Vigo numără 292,566 locuitori iar cea a ariei urbane 420,672, situându-se pe locul 14 în topul celor mai mari arii urbane după mărime.
În Vigo este situată cea mai mare fabrică din Galicia, PSA Peugeot Citroën Group, care a produs 473,000 de automobile în 2003, 88% dintre acestea fiind destinate exportului.
Vigo este cel mai mare port pescăresc al Europei, fiind gazda celei mai mari companii de pescuit, Pescanova.
Universitatea Vigo, care inițial a fost o filială a Universității Santiago, este situată într-o zonă muntoasă din afara orașului.

## Personalități născute aici
- Serafín Avendaño (1837 - 1916), pictor;
- Ramón Díaz del Río (1940 - 2023), inginer, om politic.

1. ↑  Nomenclátor de Galicia[*] Verificați valoarea |titlelink= (ajutor)
2. ↑  Houses of the municipalities of Galicia[*] Verificați valoarea |titlelink= (ajutor)
3. ↑  Nomenclátor Geográfico de Municipios y Entidades de Población (20240402 edition)